# 幕末☆PRINCE
『幕末☆PRINCE』（ばくまつプリンス）は、2016年9月6日（5日深夜）から11月22日（21日深夜）の間、中京テレビ放送されたバラエティ番組。放送時間は火曜1:34 - 1:44（月曜深夜、JST）。
MAG!C☆PRINCEが扮する現代にタイムスリップした新撰組と、幕末の人物たちが繰り広げる騒動を描く歴史コント番組である。MAG!C☆PRINCEの中京テレビでの冠番組は、同じく月曜深夜の10分番組であったドラマ『本気ドラ 〜Spin the Sky〜』に続いて2度目となる。

## あらすじ
「ひょんなことから」2016年の東京にタイムスリップをしてきた近藤勇・土方歳三・沖田総司・斎藤一・山南敬助の5人は、謎のシェアハウスで生活をしながら元の時代へ戻る方法を探っていた。同じようにタイムスリップをしてきた同時代の者たちと再会するが、皆すっかり現代に馴染んで暮らしているようであった。彼らと会っていくうちに、元の時代では敵対していた人物でさえも現代では普通に接することができることに気付く。現代で生きていく決意を固め、過去へ戻ることは運に任せようと決めて改めて結束を誓ったとき、ふたたび「ひょんなことから」元の時代へ戻ることができる。そこで新撰組は、現代で出会った人物たちと結束。「新撰組とその仲間たちは、大きな外敵から日本を守った」という史実に変わった。

## 出演者

### MAG!C☆PRINCE
- 平野泰新：近藤勇 - 新撰組のリーダー。真面目で頑固な性格であり、一向に現代に馴染めない。
- 永田薫：土方歳三 - 新撰組の副隊長。マイペースで楽観的な性格。「沖田総司は女であり、土方と恋をする」という文献を読み、それを信じてしまう。現代ではサッカーに傾倒する。
- 西岡健吾：沖田総司 - 中性的な面があるが剣の腕は随一で、襲来した岡田以蔵をバケットで返り討ちにした。現代ではカメラに傾倒する。
- 阿部周平：斎藤一 - 寡黙な性格。剣の腕は沖田に匹敵し、その剣はビームサーベルに変わることがある。土方たちよりも現代での知名度が低いことを気にしている。
- 大城光：山南敬助 - 頭が良く環境への順応性が高い。現代ではヒップホップに傾倒しB系ファッションになる。

### ゲスト
- 田中卓志：坂本龍馬 - 土佐藩郷士。新撰組の面々より3年前に現代にタイムスリップしていた。歴史的評価とは異なり、実像は「背が高いだけで、情けない男」であった[2]。現代では宅配ピザ屋の店員などフリーター生活を送っており、シェアハウスに頻繁に出入りしている。
- 池岡亮介：伊藤俊輔 - 長州藩士、後の伊藤博文。坂本に会うために山縣とともにシェアハウスを訪ねてくる。
- 前山剛久：山縣狂介 - 長州藩士、後の山縣有朋。
- Kダブシャイン：芹沢鴨[3] - 新撰組では近藤と敵対していたと言われている。近藤に自分の暗殺を企てたことを詰め寄るが、現代の近藤にはその記憶がない。
- 三上真史：高杉晋作[4] - 新撰組と敵対していた長州藩士。常にハイテンションでひとりよがりな男で、なぜか「バンドを組もう」と提案する。シェアハウスに侵入して子供じみたイタズラを繰り返す。
- バービー：篤姫[5] - 徳川幕府第13代将軍徳川家定の妻。現代ではスタイリストをしている。
- 荒木宏文：岡田以蔵[6] - 土佐藩郷士。通称「人斬り以蔵」。土方と沖田を殺しにやってくる。
- 加藤歩 - 「居酒屋 カッチカチ山」の店長[7]。大の歴史マニア。
- あばれる君：西郷隆盛[8] - 薩摩藩士。タイムスリップをしてきたという自覚がない。環境への順応性が高く、すでに標準語を使える。
- チャンカワイ - 前世が山南敬助だったと言い張る男[9]。

## スタッフ
- 企画・プロデュース：大澤剛（ワタナベエンターテインメント）
- プロデューサー：櫻井雄一・藤山高浩
- アソシエイトプロデューサー：星友里恵（ワタナベエンターテインメント）
- 脚本：山田和生
- 演出：椿本慶次郎
- オープニングテーマ：MAG!C☆PRINCE「Over The Rainbow」
- エンディングテーマ：MAG!C☆PRINCE「Glory World」
- 制作協力：ソケット
- 制作著作：ワタナベエンターテインメント、ユニバーサルミュージック

## 放送日程
| 放送回 | 放送日   | サブタイトル                                    | ゲスト                       |
| ------ | -------- | ----------------------------------------------- | ---------------------------- |
| 第1回  | 9月6日   | 「読書」「土佐の…」                             | 田中卓志                     |
| 第2回  | 9月13日  | 「龍馬ふたたび」「魂」                          | 田中卓志                     |
| 第3回  | 9月20日  | 「挨拶」「馴染んでいる男」                      | 池岡亮介・前山剛久・田中卓志 |
| 第4回  | 9月27日  | 「芹沢鴨がやってきた」「豹変クッキング」        | Kダブシャイン                |
| 第5回  | 10月4日  | 「侵入者あり」「高杉晋作参上！」                | 三上真史                     |
| 第6回  | 10月11日 | 「アイスコーヒー」「コーディネート」            | バービー                     |
| 第7回  | 10月18日 | 「燃えよ剣」「人斬り」                          | 荒木宏文                     |
| 第8回  | 10月25日 | 「ポテチ」「面接〜近藤編〜」                    | 加藤歩                       |
| 第9回  | 11月1日  | 「面接〜斎藤編〜」「面接〜沖田編〜」「SHIBUYA」 | 加藤歩                       |
| 第10回 | 11月8日  | 「本気」「西郷どんがやってきた」                | あばれる君                   |
| 第11回 | 11月15日 | 「君の名は近藤」「クイズ山南敬助」              | チャンカワイ                 |
| 第12回 | 11月22日 | 「ひょん」「目的」                              | -                            |

## DVDリリース
全12回分を収録したDVD『幕末☆PRINCE』が、2017年2月1日にユニバーサルミュージックからリリースされた。